# Ferdinand Raimund
Ferdinand Raimund (Bécs, 1790. június 1. – Pottenstein (Alsó-Ausztria), 1836. szeptember 5.) osztrák színész, színházi rendező, színigazgató és színműíró.

## Élete
Iparos családból származott, fiatalon cukrászinas és színházi cukorkaárusító volt. Apja cukrásznak szánta, de ő 1808-ban megszökött és színész lett. Kezdetben magyarországi német színházaknál lépett fel (Pozsonyban, Sopronban és Győrött). J. A. Gleich népszínműíró lányával, Luise Gleich-hel kötött szerencsétlen házassága elől visszamenekült Bécsbe. Előbb a Josefstädter Theaterben (1813), majd a Leopoldstädter Theaterben lépett fel (1817–1830); utóbbinak előbb rendezője (1821), majd igazgatója volt (1828–1830). 1830-ban megvált e színháztól, attól kezdve Berlinben, Hamburgban és Prágában rendkívüli sikerrel vendégszerepelt, elsősorban saját darabjaiban. Egy 1825-ben kiállt súlyos betegség következtében egyre mélyülő búskomorságban szenvedett, mely vidéki birtokán, Gutensteinben sem enyhült és öngyilkosságához vezetett.

## Színműírói munkássága
Művei az 1848 előtti osztrák színműírás tetőpontját jelentik. Bennük egybeolvasztotta a bohózat, a mese, az allegória és a humor elemeit. Vegyítette az erkölcsi emelkedettséget a dévajkodással, a komolyságot a dallal, és mindezt a valóság kispolgári talaján állva sajátos bécsi tündérjátékká ötvözte. Darabjaiban nagy szerep jut a népregei varázselemeknek.
Mint színműíró 1823-ban jelentkezett Der Barometermacher auf der Zauberinsel (A barométerkészítő a varázsszigeten) című tündérbohózattal, mely átütő sikert aratott. Második színdarabja, a Der Diamant des Geisterkönigs (A bűvös király gyémántja, 1824) témáját az Ezeregyéjszaka mesevilágából merítette. Már itt, különösen pedig a Das Mädchen aus der Feenwelt oder Der Bauer als Millionär (1826; Szerdahelyi J.: Dúsgazdag paraszt, vagy a tündérországi lány, 1834) című darabjában az átváltozások hagyományos fogásait a lelki átalakulás jelképévé emelte. Legnagyobb sikerét a Der Verschwender (1834; Jakab I.: Tékozló, Nemzeti Színház, 1838. augusztus 21.) című színművével aratta. Ebben a klasszikus felépítésű darabban Raimund a mesével, a csoda határtalanságával, dal- és táncbetétekkel szórakoztatta a közönséget. Korábbi színművekben a szolga általában ostoba, szemtelen vagy intrikus alak volt; ennek a darabnak a szolgája, Valentin a nép egyszerű, jámbor fia. A kiegyenlítő osztályigazságról a darabban a tündérek gondoskodnak.
Tündérjátékainak alapja a bécsi népi humor, de ezt a nyersanyagot formájában is, tartalmában is megnemesítette: humora egyesül borongós komolysággal, szelíd társadalomkritikával, elsősorban a bécsi színházi közönség számára érthető utalásokkal. „Bécsi kispolgári típusok és tündérkirályok testvéri egyetértésben járnak-kelnek színpadán, mintha Bécs és Tündérország közt rendszeres postakocsijáratok szaladnának. – írta róla Szerb Antal. – A valóság elől menekülő biedermeier közönség nem talált ebben semmi különöset, a naivitást nagyon élvezte…”
Darabjait fordításokban vagy átdolgozásokban magyar színpadon is sokat játszották. Életét és sorsát többször feldolgozták költői művekben. A Raimundról elnevezett és elsősorban a nemesebb népszínmű ápolására hivatott színház 1893. november 28-án nyílt meg Bécsben.

## Színművei
- Der Barometermacher auf der Zauberinsel (1823)
- Der Diamant des Geisterkönigs (1824)
- Das Mädchen aus der Feenwelt oder Der Bauer als Millionär (1826)
- Moisasurs Zauberfluch (1827)
- Die gefesselte Phantasie (1828)
- Der Alpenkönig und der Menschenfeind (1828)
- Die unheilbringende Zauberkrone (1829)
- Der Verschwender (1834).